# サニ・ベシロビッチ
サニ・ベチロヴィッチ（Sani Bečirovič、1981年5月19日 - ）は、スロベニアのプロバスケットボール選手。ギリシャA1バスケットボールリーグのパナシナイコスBCに所属している。ユーゴスラビア連邦スロベニアマリボル出身。ポジションはポイントガード、シューティングガード。196 cm、95 kg。発音からサニ・ベチロビッチと表記される事もある。

## 来歴
スロベニアのKKビストリカのユースチームで1995-1996シーズンにプレーした。1996-1997シーズン、マリボル・オヴニに移籍した。1997-1998シーズンよりスロベニアバスケットボール1部リーグのKKツラトルク・ラーシュコでプレーした。1999年からオリンピア・リュブリャナに所属、2001年にはリーグ優勝、2000年、2001年にはスロベニア・カップで優勝した。
2001-2002シーズンは、セリエAのヴィルトゥス・ボローニャに所属、2002年のイタリアン・バスケットボール・カップで優勝した。
2003年よりKKクルカでプレーした。2004-2005シーズンは、セリエAのパラカネストロ・ヴァレーゼ、2005-2006シーズンはフォルティトゥード・ボローニャでプレーした。2005年のイタリアン・バスケットボール・スーパーカップで優勝した。
2006年からギリシャA1バスケットボールリーグのパナシナイコスBCに所属、2006-07シーズンのユーロリーグ優勝、ギリシャ・バスケットボール・カップ優勝2回、リーグ優勝2回を味わった。